# پنیرلی (آردانوچ)
پنیرلی (به ترکی استانبولی: Peynirli) یک منطقهٔ مسکونی در ترکیه است که در آردانوچ واقع شده‌است. پنیرلی ۲۴۶ نفر جمعیت دارد.